# Ladislav Malý
Ladislav Malý (* 13. August 1920 in Bátovce; † 3. Juli 1951 in Bolíkovice) war einer der Hauptakteure im sogenannten Fall Babice, der infolge der Tötung einiger kommunistischer Funktionäre am 2. Juni 1951 in der Gemeinde Babice zu einem der umfangreichsten Schauprozesse in der Tschechoslowakei führte.

## Leben
Malý meldete sich nach dem Studium am Gymnasium in Moravské Budějovice und militärischen Gymnasium in Moravská Třebová 1940 freiwillig für das Heer des Protektorats Böhmen und Mähren, wo er sich zu 25 Jahren Dienst verpflichtete. Er wurde jedoch bereits 1941 entlassen. Nach dem Krieg arbeitete er als Beamter in kleinen Gemeinden in Mähren.
Etwa im April 1948 floh Malý nach Österreich, wo er sich für die Fremdenlegion interessierte und, später in Bayern, den US-amerikanischen Nachrichtendienst CIC kontaktierte, im August 1948 kehrte er jedoch in die Tschechoslowakei zurück. Nach zwölf Tagen, am 17. August 1949, überquerte er wieder die Grenze nach Österreich, wo er die Abteilung für die Tschechoslowakei des Nachrichtendienstes CIC aufsuchte. Hier wurde er beauftragt, den Fluchthelfern zwischen der Tschechoslowakei und Österreich ihre Belohnung auszuzahlen. Nachdem Malý jedoch über 5000 Schilling veruntreut hatte, tauchte er zunächst unter und erschien im Februar 1951 erneut in der Tschechoslowakei.

## Der Fall Babice
Ladislav Malý spielte eine wesentliche und nie vollständig aufgeklärte Rolle im sogenannten Fall Babice, der zu mehreren Schauprozessen mit 107 Verurteilten führte. Zuerst suchte er im Frühjahr 1951 einige frühere Bekannte auf, von denen einige später verhaftet wurden, wie beispielsweise der Pater Jan Bula. Am 2. Juli 1951 abends überfiel dann Malý mit drei weiteren Personen eine Sitzung des lokalen Nationalausschusses MNV in Babice in Südmähren. Bei diesem Überfall wurden drei kommunistische Funktionäre erschossen.
Malý, der nach der Tat mit seinen Komplizen flüchtete, wurde am 3. Juli 1951 während der Festnahme in einem Kornfeld in der Nähe der Gemeinde Bolíkovice erschossen. Trotz vieler Spekulationen geht man heute davon aus, dass er weder ein Agent der tschechoslowakischen Staatssicherheit StB noch ein Agent der US-amerikanischen CIC war.